# Гура Димиениј (Бузау)
Гура Димиениј (рум. Gura Dimienii) насеље је у Румунији у округу Бузау у општини Бечени. Oпштина се налази на надморској висини од 254 m.

## Становништво
Према подацима из 2002. године у насељу је живело 738 становника, од којих су сви румунске националности.